# 雪芳蛋糕
雪芳蛋糕（英語：chiffon cake），又称雪芳蛋糕，是一種蛋糕類型，將混合麵糊類和乳沫類兩種麵糊，改變乳沫蛋糕的組織和顆粒而成的蛋糕。麵糊主要由蛋黃、植物油、牛奶和低筋麵粉製成；泡沫主要是由蛋白和細砂糖高速打發而成。
戚風蛋糕的最大特色是口感鬆軟，做法是採用分蛋打發的技巧，使組織包有充分空氣而爽口細緻，同時因為以植物油取代奶油，亦使蛋糕的熱量較低，空氣也較易藏於蛋糕之內。

## 历史与命名
雪芳蛋糕是於1927年由美國加州一個兼營小型蛋糕店的保險經紀人哈里·貝克（Harry Baker，1883-1974）所發明。

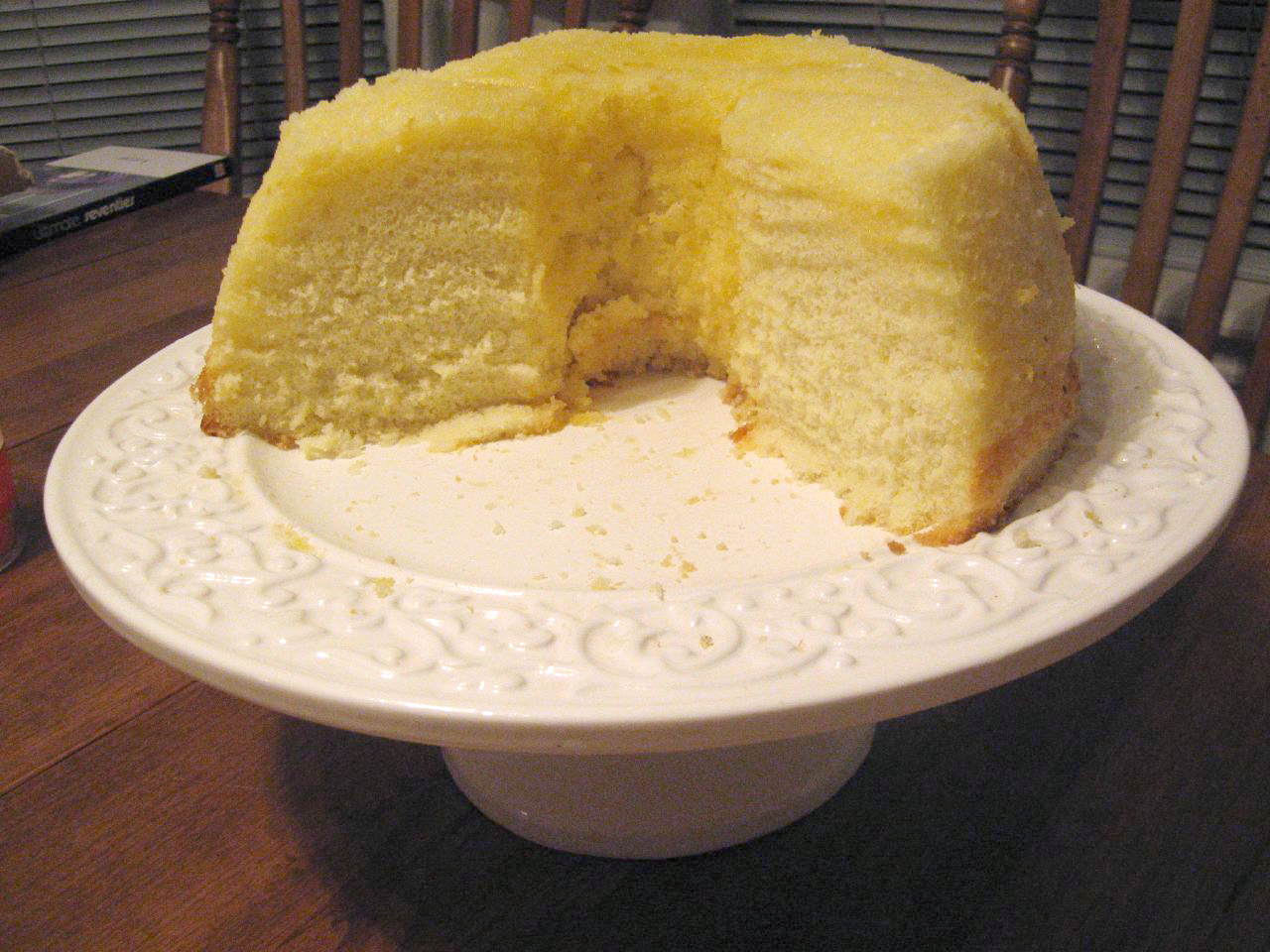
柠檬雪芳蛋糕

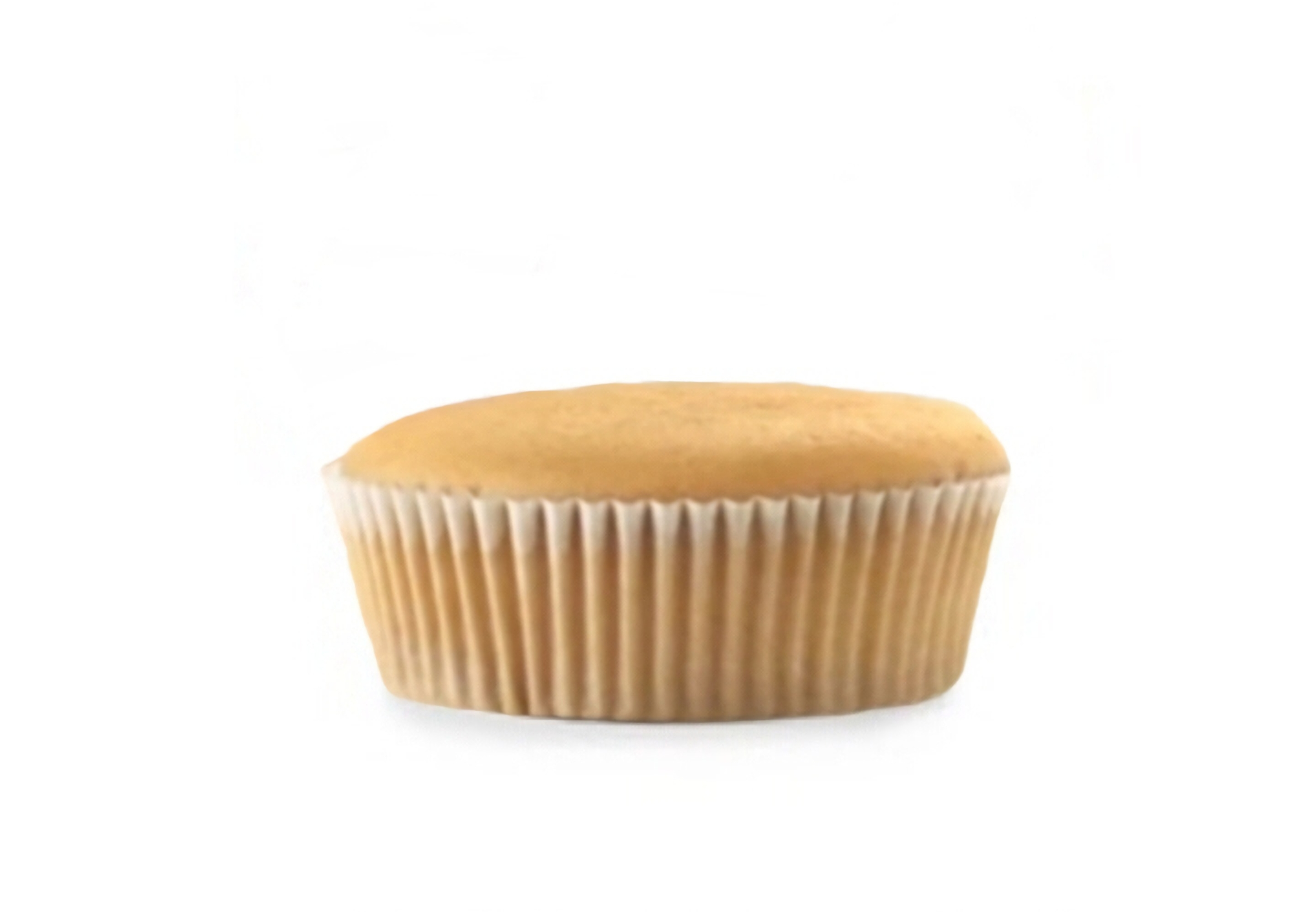
Massimo戚风杯子蛋糕

蛋糕的配方直到1948年在被售予通用磨坊公司后才被公開。通用磨坊在行销中借用雪紡布料比喻蛋糕柔軟綿滑的口感，将其称为chiffon cake（英語發音：/ʃɪˈfɑn/ ⓘ；法語發音：[ʃi.fɔ̃] ⓘ）。汉语中将蛋糕的名字因读音译为雪芳或戚风。